# Culex scottii
Culex scottii är en tvåvingeart som beskrevs av Theobald 1912. Culex scottii ingår i släktet Culex och familjen stickmyggor.
Artens utbredningsområde är Seychellerna. Inga underarter finns listade i Catalogue of Life.